# Abdul Aziz Aal ash-Shaikh
Abdul-Aziz Aal ash-Shaikh (Arabisch:عبد العزيز بن عبد الله بن محمد بن عبد اللطيف آل  الشيخ ,  ‘Abdu’l-‘Azīz ibn ‘Abdu’llāh ibn Muḥammad ibn ‘Abdu’l-Laṭīf Āl ash-Sheikh) (Riyad, 30 november 1941) is de huidige grootmoefti van Saoedi-Arabië. Hij is een van de belangrijkste soennitische geleerden in de wereld. Hij was vanaf zijn geboorte al slechtziend en is sinds 1960 blind. Hij is de opvolger van moefti Abdul Aziz bin Baaz.
In maart 2012 baarde hij internationaal opzien toen hij bij een bezoek van een delegatie uit Koeweit zei dat het "noodzakelijk [is] om alle kerken op het Arabisch Schiereiland te vernietigen", in navolging van een aan Mohammed toegeschreven uitspraak (hadith). Bisschop François Lapierre van Saint-Hyacinthe, voorzitter van het mensenrechtencomité van de Canadese bisschoppenconferentie, heeft daarop de regering van Saoedi-Arabië gevraagd zich te distantiëren van de oproep van Abdul Aziz Aal ash-Shaikh.